# Namaxia
Namaxia (chiń. upr. 那玛夏区; chiń. trad. 那瑪夏區; pinyin Nàmǎxià qū; Wade-Giles Na-ma-hsia ch’ü) – dzielnica (chiń. 區, qū) aborygeńska miasta wydzielonego Kaohsiung na Tajwanie. 
23 czerwca 2009 komitet przy Ministrze Spraw Wewnętrznych Republiki Chińskiej zarekomendował scalenie dotychczasowego powiatu Kaohsiung (chiń. trad. 高雄縣; pinyin Gāoxióng xiàn) i miasta wydzielonego Kaohsiung (chiń. trad. 高雄直轄市; pinyin Gāoxióng zhíxiáshì) w jedno miasto wydzielone; wszystkie gminy wiejskie (chiń. 鄉, xiāng), jak Namaxia, miejskie oraz miasta wchodzące w skład powiatu zostały przekształcone w dzielnice (chiń. 區, qū). Ustawa weszła w życie 25 grudnia 2010 roku.
Populacja dzielnicy Namaxia w 2016 roku liczyła 3131 mieszkańców – 1514 kobiet i 1617 mężczyzn. Liczba gospodarstw domowych wynosiła 851, co oznacza, że w jednym gospodarstwie zamieszkiwało średnio 3,68 osób.

## Demografia (2011–2016)
| Rok  | Liczba ludności | Gęstość zaludnienia | Kobiety | Mężczyźni | Gospodarstwa domowe |
| ---- | --------------- | ------------------- | ------- | --------- | ------------------- |
| 2011 | 3252            | 12                  | 1565    | 1687      | 882                 |
| 2012 | 3170            | 12                  | 1533    | 1637      | 881                 |
| 2013 | 3145            | 12                  | 1516    | 1629      | 865                 |
| 2014 | 3204            | 12                  | 1542    | 1662      | 861                 |
| 2015 | 3149            | 12                  | 1520    | 1629      | 858                 |
| 2016 | 3131            | 12                  | 1514    | 1617      | 851                 |